# Парадокс нихилизма
Парадокс нихилизма / нихилистички парадокс је назив за неколико парадокса.

## Значење
Према Хегартију, парадокс нихилизма је да је „одсуство смисла изгледа нека врста смисла [значење]”.

## Истина
Никлас Луман тумачи парадокс изјавом да „последично, само неистинито би могло да буде истинито”. У фусноти у својој докторској тези, Слокомб изједначава нихилизам са парадоксом лажљивца.

## Религија
Ривас лоцира парадокс у „конзервативном становишту римокатолицизма” развијеном у реакцији на ничеовски нихилизам, у којем се „издаје форма нихилизма, а то је присилни заборав стварне двосмислености и парадокс који авизира разлику између секуларног и светог”.

## Критичка правна теорија
У теорији критичких правних студија (CLS), аргументи коришћени за критиковање центристичке позиције такође поткопавају позицију CLS.

## Етика
Према Јони Борнемарку, „парадокс нихилизма је избор да појединац настави свој живот у исто време изјављујући да није вредан више од иједног другог живота”. Ричард Ијан Рајт види релативизам као корен нихилистичког парадокса.

## Спољашље везе
- Обнова монархијског идеализма Архивирано на веб-сајту  (27. јун 2017)